# Ufficio federale della cultura
L'Ufficio federale della cultura (UFC) è una delle unità amministrative principali del Dipartimento federale dell'interno (DFI) della Confederazione svizzera e ha l'incarico di formulare la politica culturale svizzera. La sua sede amministrativa è a Berna. Generalmente, si rappresenta l'azione dell'Ufficio attraverso la semplificazione in due grandi settori: promozione della produzione culturale svizzera da una parte, conservazione del patrimonio culturale svizzero dall'altra. Nel 2017, il suo budget complessivo è ammontato a circa 170 milioni di franchi.
In particolare, l'UFC sostiene la produzione artistica nella cinematografia. Tra i suoi svariati compiti, figurano il sostegno e la promozione della formazione di giovani svizzeri all'estero e degli interessi delle differenti comunità linguistiche e culturali. Per quanto riguarda la tutela del patrimonio culturale, invece, l'UFC sostiene attivamente la protezione dei monumenti storici e l'archeologia. Gestisce inoltre prestigiose collezioni, biblioteche, archivi e musei.

## Storia
L'Ufficio federale della cultura viene istituito come semplice servizio amministrativo di coordinamento per le attività culturali nel 1975. Quello stesso anno viene pubblicato il cosiddetto “rapporto Clottu”, uno studio istituito dal Dipartimento federale dell'interno per valutare la situazione dell'offerta culturale svizzera; tra le altre cose, il rapporto raccomanda proprio la creazione di un articolo costituzionale che regoli le competenze federali per ciò che concerne la cultura. Sarà solo nel 1999, però, dopo alcune travagliate votazioni e in occasione della revisione totale della Costituzione federale, che il ruolo della Confederazione svizzera in ambito culturale otterrà una base costituzionale.

## Basi giuridiche
Il ruolo dell'Ufficio federale della cultura è regolato in particolare dagli articoli 69, 70 e 71 della Costituzione svizzera.
Sebbene il settore culturale, in Svizzera, competa ai Cantoni (art. 69 capoverso 1 Cost.), la Confederazione svizzera ha la possibilità di sostenere «attività culturali d'interesse nazionale e promuovere l'espressione artistica e musicale, in particolare tramite la formazione» (art. 69 capoverso 2 Cost.), sempre tenendo conto della «pluralità culturale e linguistica del Paese» (art. 69 capoverso 3 Cost.). Soprattutto appannaggio della Confederazione, invece, sono il settore cinematografico (art. 71 Cost.) e quello relativo alla salvaguardia e alla promozione del plurilinguismo (art. 70 Cost.). Quando l'interesse pubblico lo esige, poi, la Confederazione ha il compito di conservare e proteggere «dei paesaggi, dei siti caratteristici, dei luoghi storici nonché dei monumenti naturali e culturali» (art. 78 Cost.).
La Legge federale sulla promozione della cultura dell'11 dicembre del 2009 (LPCu) entrata in vigore nel 2012 definisce nell'articolo 29 che l'Ufficio federale della cultura è l'autorità specializzata per la politica culturale della Confederazione.

## Organizzazione
L'Ufficio federale della cultura è ripartito nel settore "Patrimonio culturale e fruizione" e nel Settore "Produzione e diversità culturali".
All'interno del settore Patrimonio culturale e fruizione vi è la gestione del patrimonio culturale e monumenti storici, dei musei e delle collezioni e della Biblioteca nazionale svizzera (che include la Fonoteca nazionale svizzera, il Centre Dürrenmatt Neuchâtel, il Gabinetto della stampe e l'Archivio svizzero di letteratura). Tra i musei e le collezioni della confederazione vi sono le collezioni d'arte della confederazione, la Collezione Oskar Reinhart, il Museo Vela, il Museo degli automi musicali e il Museo dell'Abbazia di St. Georgen. La gestione del patrimonio culturale e dei monumenti storici comprende il coordinamento della commissione federale dei monumenti storici e i compiti di inventariazione, perizie e aiuti finanziari. 
Nel settore Produzione e diversità culturali vi è il sostegno alla creazione culturale (in arte, design, letteratura, danza e teatro e musica), il sostegno al cinema e all'area culture e società (che comprende lingue e società, partecipazione culturale, formazione musicale, programma G+M, tradizioni viventi, cultura amatoriale, promozione delle lingue, scuole svizzera all'estero e minoranza jenisch. 
Dal 1 febbraio 2022 l'Ufficio federale della cultura è stato diretto da Carine Bachmann.